# New-York Petroleum Exchange and Stock Board
Le New-York Petroleum Exchange et Actions du Conseil est une Bourse des valeurs de New York. Fondée en 1884 comme le New-York Petroleum Exchange. Cette année la bourse a commencé à négocier des actions, des obligations et d'autres titres. Cette institution a fusionné avec la Bourse concurrente, le New-York Mining and National Petroleum Exchange, le 28 février 1885, pour former le Consolidated Stock and Petroleum Exchange.

## Histoire
En décembre 1883, le New York Times a écrit que "beaucoup d'intérêt" a été témoigné à un projet de regroupement entre Bourses concurrentes. Lors du vote, les membres des deux Bourses ont fortement favorisé la consolidation. Par la suite, un comité de trois membres de chaque Bourse a été proposé, pour la rédaction d'une nouvelle charte organisant leur fonctionnement.